# 461 Ocean Boulevard
Albums de Eric Clapton
Eric Clapton's Rainbow Concert
(1973) There's One in Every Crowd
(1975)
Singles
1. I Shot the Sheriff
Sortie : juillet 1974
2. Willie and the Hand Jive
Sortie : octobre 1974

461 Ocean Boulevard est le deuxième album solo studio d'Eric Clapton. Il est sorti en juillet 1974 sur le label RSO Records et a été produit par Tom Dowd.

## Historique
Cet album a été enregistré en avril et mai 1974 aux studios Criteria de Miami en Floride.
461 Ocean Boulevard  concrétise, après une période noire (drogue et dépression), la renaissance de Clapton. Lors de la conception de l'album il y avait une grosse pression et les critiques seront dithyrambiques à sa sortie. Il va cependant décevoir bien des fans par son manque d'ambition et son conformisme permettant l'acceptation du grand public. Le jeu de Clapton est volontairement restreint et subtil, place est faite à la voix et à la mélodie.
L'album est éclectique avec des titres blues, funk et reggae. Finis les longs solos de guitare, Clapton devient chanteur et auteur de chansons, influencé par le style laid back de J.J. Cale,. Il reprend I Shot the Sheriff, un tube qui sera son premier n°1 et qui contribuera à faire connaître le reggae et Bob Marley au grand public, comme il avait déjà révélé J.J. Cale en 1970 avec After Midnight. Give Me Strength sera repris dans le film Peter's Friends de Kenneth Branagh en 1992. Let it Grow allait devenir un des thèmes habituels de Clapton en concert.
Le titre de l'album correspond à l'adresse de la maison qui figure sur la couverture de la pochette. Eric Clapton y habitait le temps d'enregistrer l'album, elle se situe sur Golden Beach à Miami.

## Liste des titres

### Album original
Face 1
| No | Titre                    | Auteur                      | Durée |
| -- | ------------------------ | --------------------------- | ----- |
| 1. | Motherless Children      | Trad. (arr.Clapton, Raddle) | 4:53  |
| 2. | Give Me Strength         | Eric Clapton                | 2:54  |
| 3. | Willie and the Hand Jive | Johnny Otis                 | 3:31  |
| 4. | Get Ready                | Clapton, Yvonne Elliman     | 3:50  |
| 5. | I Shot the Sheriff       | Bob Marley                  | 4:25  |

Face 2
| No  | Titre              | Auteur         | Durée |
| --- | ------------------ | -------------- | ----- |
| 6.  | I Can't Hold Out   | Elmore James   | 4:14  |
| 7.  | Please Be With Me  | Boyer          | 3:25  |
| 8.  | Let It Grow        | Clapton        | 5:00  |
| 9.  | Steady Rollin' Man | Robert Johnson | 3:14  |
| 10. | Mainline Florida   | George Terry   | 4:04  |

### Deluxe Edition 2004
Disc 1
| No  | Titre                                           | Auteur                        | Durée |
| --- | ----------------------------------------------- | ----------------------------- | ----- |
| 1.  | Motherless Children                             | Trad. (arr.Clapton, Raddle)   | 4:55  |
| 2.  | Give Me Strength                                | Clapton                       | 2:54  |
| 3.  | Willie and the Hand Jive                        | Otis                          | 3:31  |
| 4.  | Get Ready                                       | Clapton, Elliman              | 3:47  |
| 5.  | I shot the Sheriff                              | Marley                        | 4:25  |
| 6.  | I Can't Hold Out                                | Elmore James                  | 4:14  |
| 7.  | Please Be with Me                               | Boyer                         | 3:26  |
| 8.  | Let It Grow                                     | Clapton                       | 5:00  |
| 9.  | Steady Rollin' Man                              | R. Johnson                    | 3:14  |
| 10. | Mainline Florida                                | Terry                         | 4:09  |
| 11. | Walking Down the Road (Session Out-Take)        | Alan Musgrave, Paul J. Levine | 5:17  |
| 12. | Ain't That Loving You (Session Out-Take)        | Jimmy Reed                    | 5:30  |
| 13. | Meet Me (Down at the Bottom) (Session Out-Take) | Willie Dixon                  | 6:59  |
| 14. | Eric After Hours Blues (Session Out-Take)       | Clapton                       | 4:23  |
| 15. | B Minor Jam (Session Out-Take)                  | Clapton                       | 7:11  |

Disc 2
- Live from Hammersmith Odeon, London, December 4th & 5th 1974

| No  | Titre                                                                 | Auteur                                         | Durée |
| --- | --------------------------------------------------------------------- | ---------------------------------------------- | ----- |
| 1.  | Smile                                                                 | Charlie Chaplin, Geoffrey Parsons, John Turner | 4:39  |
| 2.  | Let It Grow                                                           | Clapton                                        | 6:23  |
| 3.  | Can't Find My Way Home                                                | Steve Winwood                                  | 4:49  |
| 4.  | I Shot the Sheriff                                                    | Marley                                         | 7:49  |
| 5.  | Tell the Truth                                                        | Clapton, Bobby Whitlock                        | 7:03  |
| 6.  | The Sky Is Crying / Have You Ever Loved a Woman / Ramblin' on My Mind | E. James, Billy Myles, R. Johnson              | 7:23  |
| 7.  | Little Wing                                                           | Jimi Hendrix                                   | 6:49  |
| 8.  | Singin' the Blues                                                     | Don Robey, John Medwick Veasey                 | 7:42  |
| 9.  | Badge                                                                 | Clapton, George Harrison                       | 8:36  |
| 10. | Layla                                                                 | Clapton, Jim Gordon                            | 5:26  |
| 11. | Let It Rain                                                           | Clapton, Bonnie Bramlett                       | 6:33  |

## Musiciens
Il s'agit de la 1re véritable formation de Clapton (avril 1974 - août 1978).
- Eric Clapton - guitares, dobro,  chœurs
- George Terry - guitare, chant (7)
- Carl Radle - basse
- Yvonne Elliman - chœurs, chant (3,4,7)
- Tom Bernfield - chœurs
- Albhy Galuten (en) - piano (1, 5, 8-10), piano électrique (4), synthétiseur ARP (8), clavicorde (9)
- Dick Sims - claviers
- Jamie Oldaker - batterie
- Al Jackson Jr. - batterie (2)

## Production
- Karl Richardson - ingénieur
- Steve Klein	 - ingénieur
- Bob Defrin	 - direction artistique
- David Gahr	 - photographie

## Citation
« La matière pour l'album a surgi un peu au hasard. Personne ne voulait presser Clapton et le studio fut à sa disposition 24 heures sur 24, pour qu'il ait toutes les facilités pour développer ses idées à son aise, selon son inspiration. »

— Harry Shapiro cité dans Collection Images du Rock, Eric Clapton, Vicente Escudero, 1995,  (ISBN 978-84-7974-521-9)

## Réception
L'album sera numéro 1 des ventes aux États-Unis et au Canada. Au Royaume-Uni il se classa à la 3e place des charts et sera certifié disque d'or.
En 2003, il est classé par le magazine musical Rolling Stone au 409e rang des 500 plus grands albums de tous les temps.

### Chart & certifications
| Pays             | Durée du classement | Meilleure position |
| ---------------- | ------------------- | ------------------ |
| Allemagne        | 6 semaines          | 11e                |
| Canada           | 18 semaines         | 1er                |
| États-Unis       | 25 semaines         | 1er                |
| Italie           | -                   | 24e                |
| Norvège          | 24 semaines         | 4e                 |
| Nouvelle-Zélande | 3 semaines          | 38e                |
| Pays-Bas         | 9 semaines          | 4e                 |
| Royaume-Uni      | 19 semaines         | 3e                 |

| Pays        | Certification | Ventes    | Date       |
| ----------- | ------------- | --------- | ---------- |
| États-Unis  | Or            | 500 000 + | 08/12/1974 |
| Royaume-Uni | Or            | 100 000 + | 01/10/1974 |

### Charts singles
| titre                    | Chart            | Durée du classement | Position |
| ------------------------ | ---------------- | ------------------- | -------- |
| I Shot the Sheriff       | UK Singles Chart | 9 semaines          | 9e       |
| I Shot the Sheriff       | Hot 100          | 14 semaines         | 1er      |
| Willie and the Hand Jive | Hot 100          | 9 semaines          | 26e      |